# Julius Marquardt
Julius Marquardt (spolszczany jako Juliusz Marquardt, ur. 24 marca 1849 we Płoskini, zm. 11 czerwca 1932 we Fromborku) – niemiecki duchowny i teolog katolicki, profesor wydziału teologicznego Liceum Hosianum w Braniewie.

## Życiorys

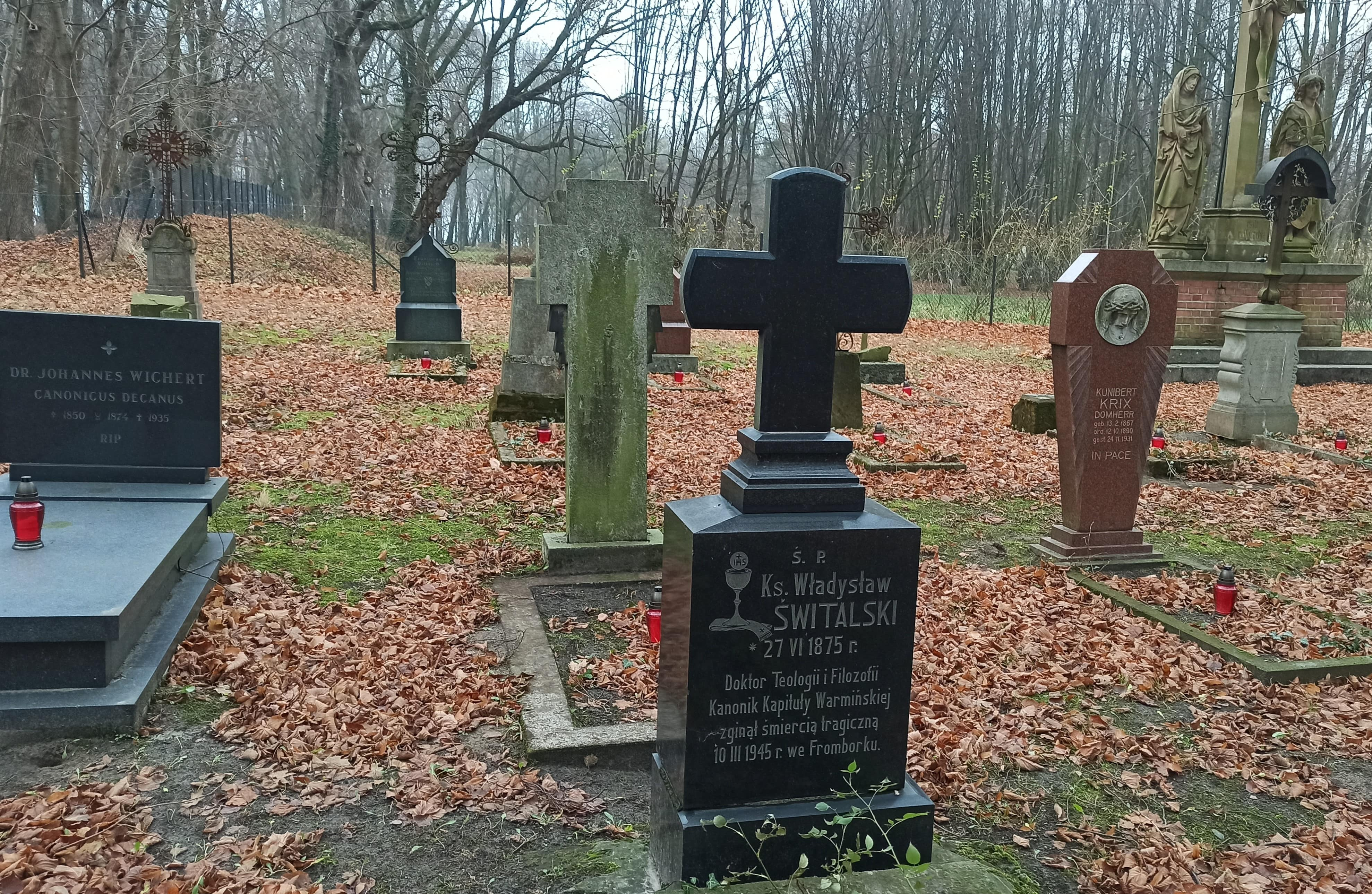
Grób ks. Marquardta za grobem ks. Świtalskiego

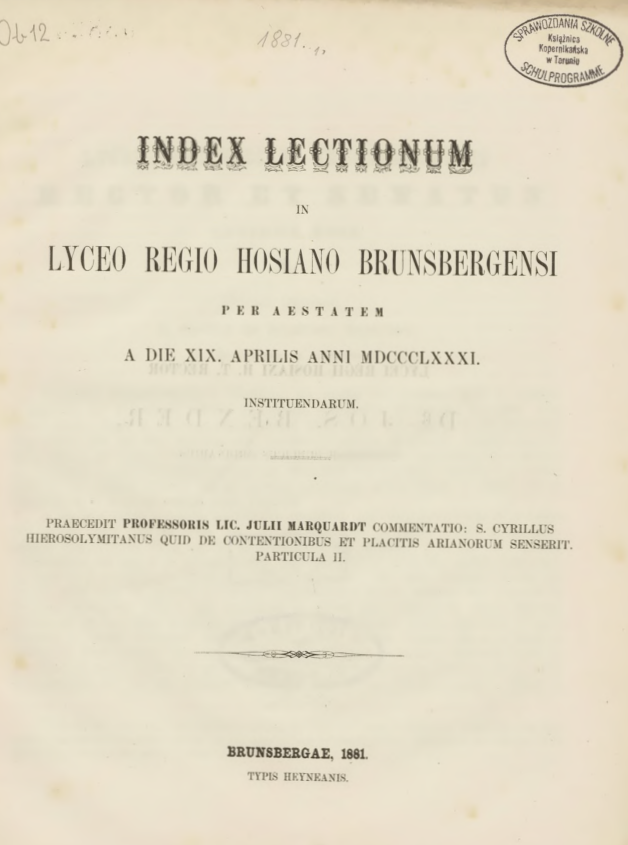
S. Cyrillus Hierosolymitanus quid de contentionibus et placitis Arianorum senserit, 1881

Urodził się w Płoskini w rodzinie sołtysa Petera Marquardta. Nauki pobierał w gimnazjum w Braniewie, które ukończył wraz z maturą w 1867 roku. Święcenia kapłańskie otrzymał 30 lipca 1871. Pracował jako wikariusz w najpierw w parafii w Jonkowie k. Olsztyna. 14 sierpnia 1871 został przeniesiony do Ełdyt k. Lubomina. Od 1874 studiował w Monachium. Tam 23 maja 1874 uzyskał stopień licencjata kościelnego, a następnie stopień doktora teologii. 11 listopada 1874 habilitował się jako privatdozent (wykładowca nieetatowy) w Liceum Hosianum w Braniewie. W 1876 pracował również jako nauczyciel religii w miejscowym gimnazjum. 9 lutego 1878 został mianowany profesorem nadzwyczajnym, a 27 września 1882 profesorem zwyczajnym w Liceum Hosianum w Braniewie. 31 grudnia 1900 został mianowany kanonikiem kapiłuły warmińskiej we Fromborku. Instalowany na ten urząd 17 kwietnia 1901. Od 1903 kierował fundacją biskupa Potockiego dla konwertytów (później dom dla osób ubogich). Był odznaczony Orderem Rycerza Orła Czerwonego.
Zmarł 11 czerwca 1932 we Fromborku. Pochowany został na cmentarzu kanoników (rząd III, mogiła 16).

## Publikacje[8]
- Praecedit Lic. Julii Marquardt Commentatio Quid De Baptismi, S. Chrismatis, SS. Eucharistiae sacramentis S. Cyrillus Hierosolymitanus Docuerit. ; Particula I, 1877
- Praecedit Professoris Lic. Julii Marquardt Commentatio: S. Cyrillus Hierosolymitanus Quid De Contentionibus Et Placitis Arianorum Senserit. ; Particula I, 1880
- Praecedit Professoris Dr. Julii Marquardt De Christologia S. Cyrilli Hierosolymitani Commentatio, Brunsbergae 1885
- De fundamentis principii illius reflexi: "Lex dubia non obligat" commentatio theologica. Jg.1889/90. Braunsberg 1889
- De fundamentis principii illius reflexi: "Lex dubia non obligat" commentatio theologica. Particula II, Braunsberg 1893
- S. Cyrillus Hierosolymitanus quid de contentionibus et placitis Arianorum senserit. Particula II, Braunsberg 1897
- De natura hominis physica et morali quid Clemens Alexandrinus docuerit. Particula I, Braunsberg 1897